# Sutura occipitomastoidiană
Sutura occipitomastoidiană (Sutura occipitomastoidea) este o continuare a suturii lambdoide și este situată între marginea occipitală a procesului mastoidian al osului temporal (Margo occipitalis ossis temporalis) și marginea mastoidiană a osului occipital. (Margo mastoideus ossis occipitalis).